# Амвросіївський район
Амвро́сіївський райо́н — колишній район на сході Донецької області України[⇨]. Район утворений 1923 року[⇨]. Площа району — 1,45 тис. км (5,7 % від території області). Населення становить 45 405 жителів, станом на 1 серпня 2013 року[⇨]. Районний центр — місто Амвросіївка. На півночі район межує з Шахтарським, на південному заході — Старобешевським районами Донецької області, на північному заході — територіями міст Донецьк та Макіївка; на південному сході — з Ростовською областю Російської Федерації. На території району (північний захід) місто обласного підпорядкування — Іловайськ. У районі 79 населених пунктів, 14 промислових підприємств, 4 будівельних і транспортних підприємств, 2 птахофабрики, 10 лікарень, 35 шкіл, 24 клуби, 15 будинків культури, 38 бібліотек, музична школа[⇨]. Видобуток мергелю, будівельного піску, фосфоритів, керамічних глин[⇨]. На південному сході 73 км — прикордонна смуга з особливим режимом, де розташовані митна та прикордонна служби. 2014 року район був повністю окупований російськими терористичним військами[⇨].

## Природа
Район розташований у межах Донецької північностепової фізико-географічної провінції. Район розташований на півдні Донецької височини. Північна частина району представлена лесовою рівнининою з хвилястою пасмовою платоподібною поверхнею, південна частина також лесова рівнина, але з пологохвилястою поверхнею. У районі сильно розвинуті ерозійні процеси.
Корисні копалини: мергель (одні з найбільших у світі, на них працює найдавніший цементний завод країни), крейда, трепел, будівельний пісок, поклади кам'яного вугілля, мармурового вапняку, червоної глини.
Пересічна температура січня -6,2 °C, липня +19,6 °C. Період з температурою понад +10 °C становить 172 дні. Середня норма атмосферних опадів — 550 мм на рік. Максимум припадає на середину літа, на липень; мінімум — на початку осіні, у вересні. Сніговий покрив нестійкий. В Амвросіївці споруджено метеостанцію. Район цілковито лежить в межах посушливої, дуже теплої агрокліматичної зони.
Гідрографічна мережа району представлена річками басейну Азовського моря: Кринка, Севастянівка, Мокрий Яланчик, Сухий Яланчик та ін. Для місцевих потреб споруджено 68 ставів із загальною площею водної поверхні більше 600 га.

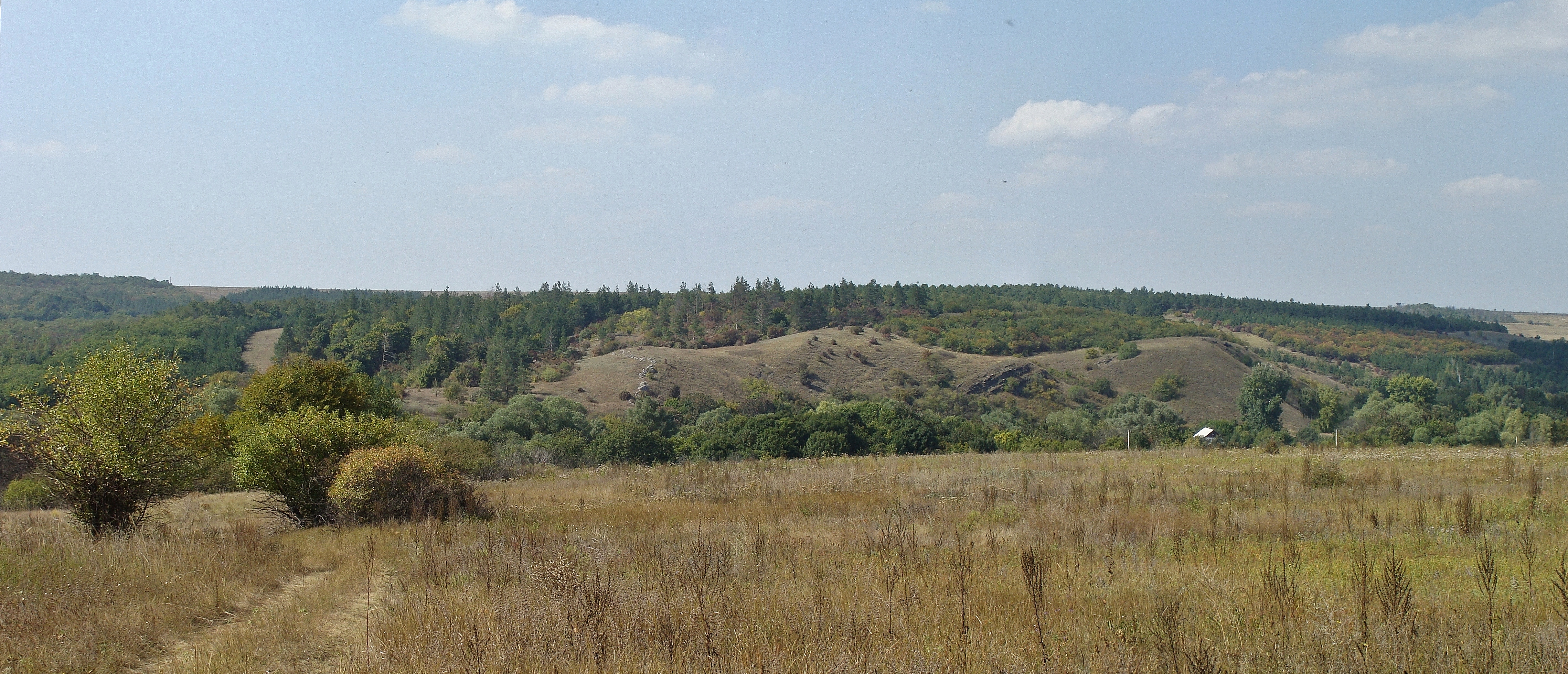
На околицях Русько-Орлівки
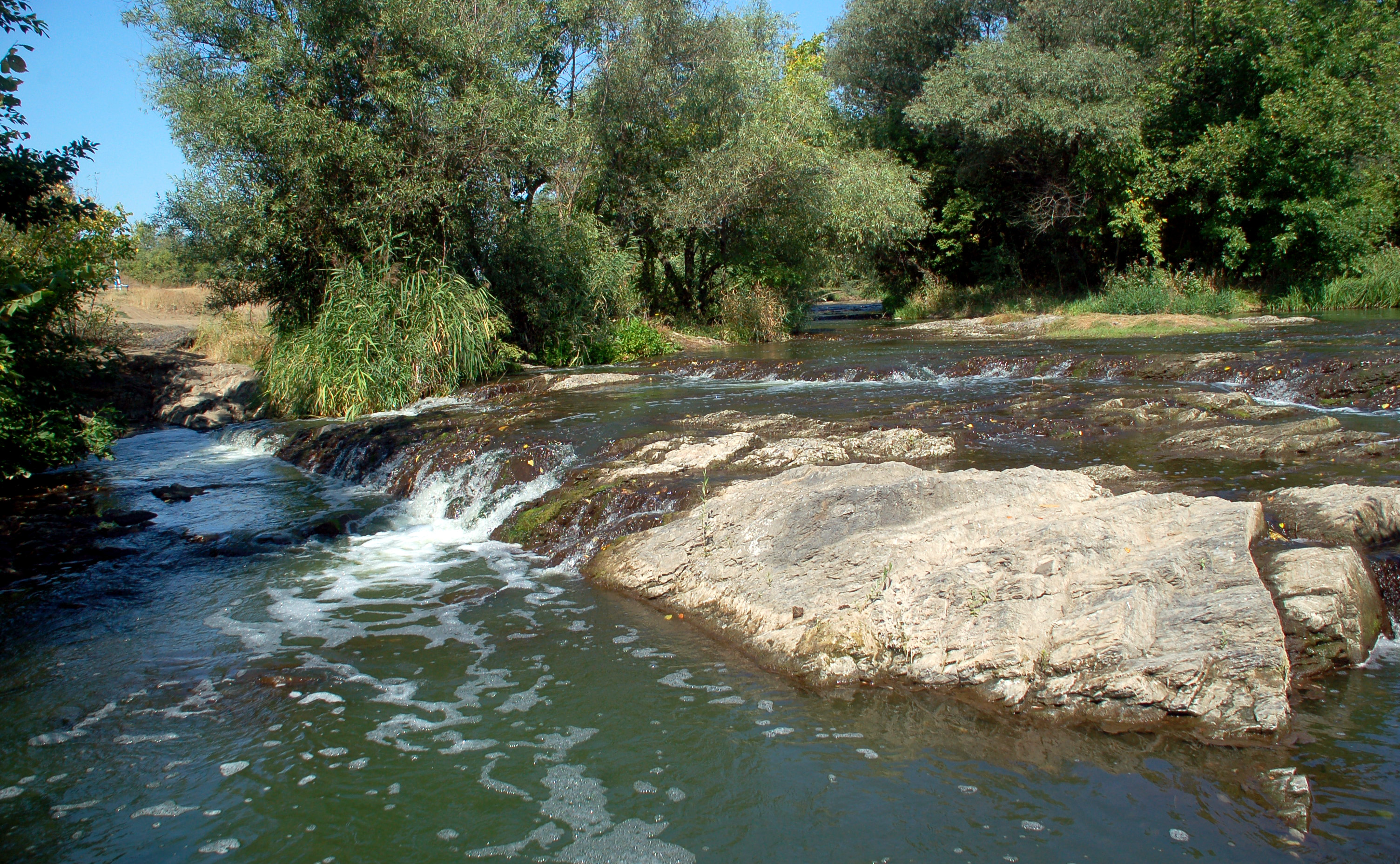
Пороги на Кринці
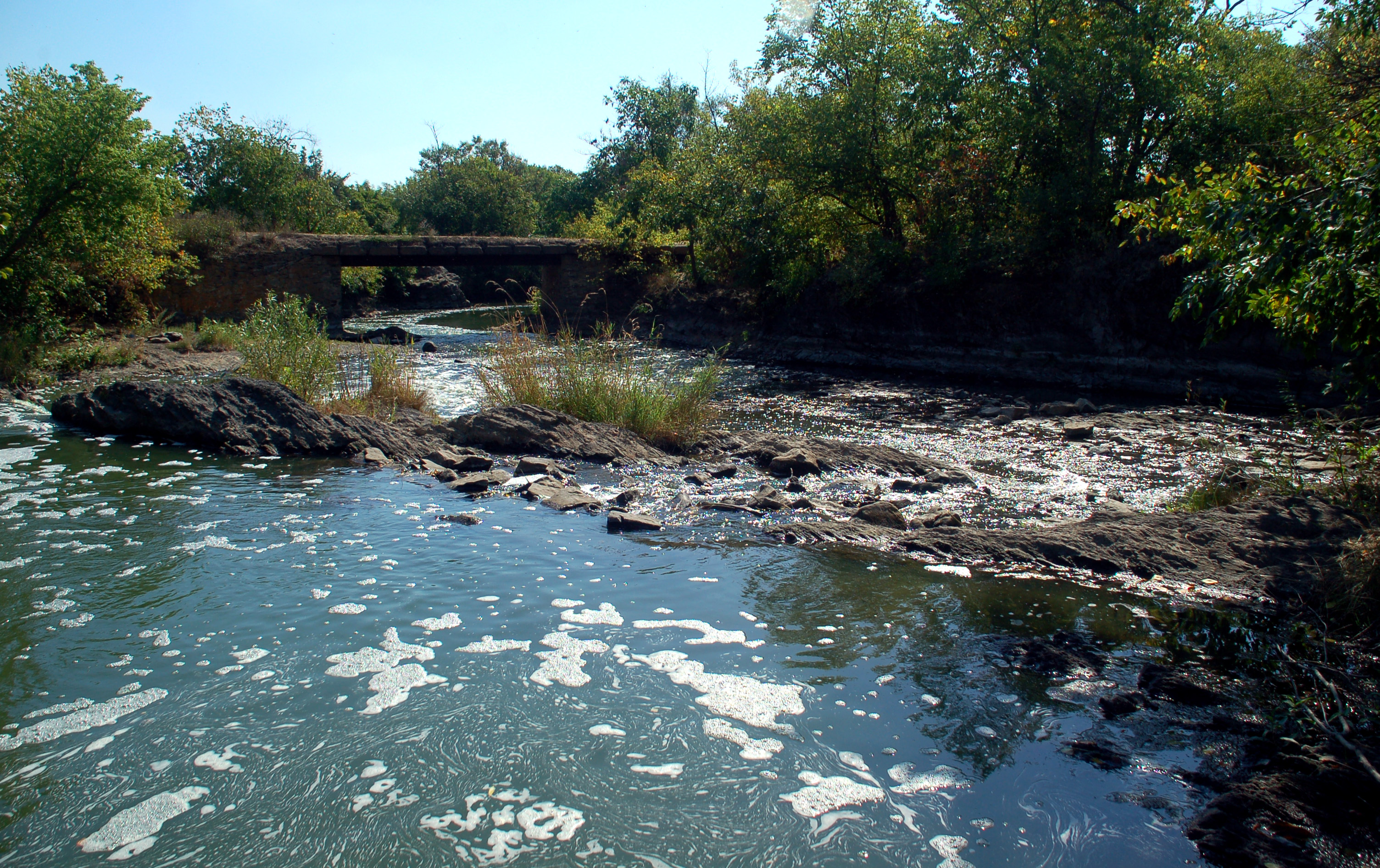
Пороги на Кринці

З ґрунтів найпоширеніші звичайні чорноземи (близько 80 %); по долинах річок і по балках — лучно-чорноземні, лучні, лучно-болотні ґрунти.
Загальна площа природних лісів і штучних лісових насаджень — 11,3 тис. га. Загалом масиви сконцентровані по ярах, балках, як полезахисні і прияружні лісосмуги. Серед деревних порід переважають дуб (44 %), сосна звичайна і кримська, біла акація, ясен звичайний, скумпія, жимолость татарська.

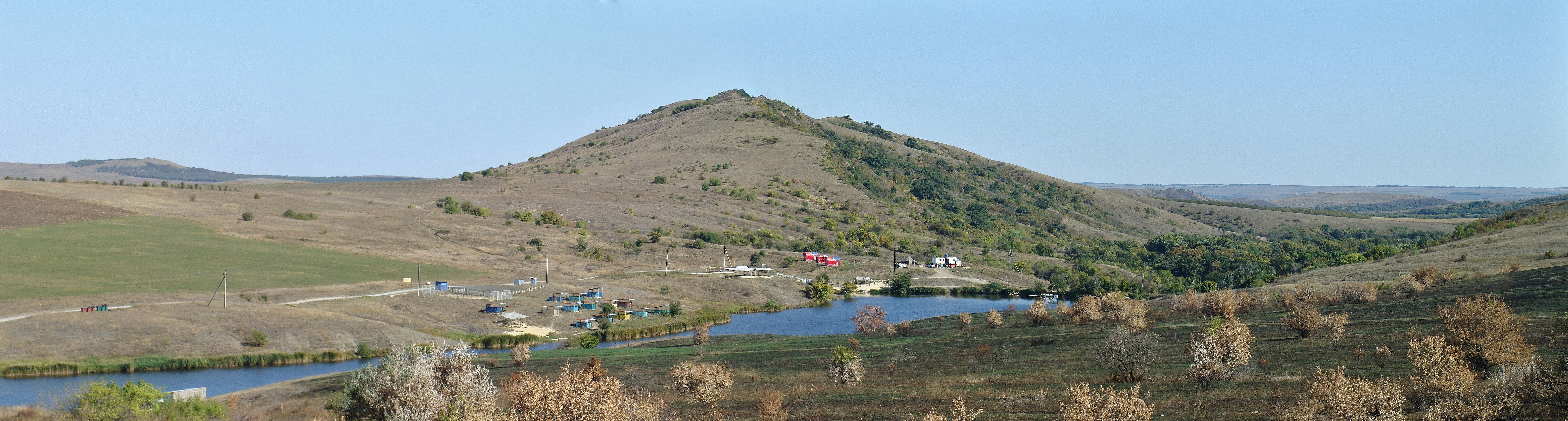
Краєвиди села Благодатне

Тваринний світ: фазани, перепели, жайворонки, кобчики, куріпки, сови, лисиці, куниці, зайці, чаплі, лосі, дикі кабани та інші.

### Охорона природи
У районі задля збереження природних ландшафтів та окремих об'єктів природи створені:
- Бердянський заказник, головною перлиною якого є урочище Бердянка.
- Балка Гірка — пам'ятка природи загальнодержавного значення, де росте еремурус величний льодовикового періоду. На території України ця рідкісна рослина зустрічається лише в трьох місцях.
- Ліс по річці Кринка — ландшафтний заказник місцевого значення, штучний ліс по річці Кринка.
- Пристенське — ботанічний заказник місцевого значення, під охороною знаходиться душиця звичайна та інші рідкісні рослини.
- Балка Журавлева — геологічна пам'ятка природи, відслонення з виходом кам'яновугільних пластів. Входить до складу регіонального ландшафтного парку «Донецький кряж».

## Історія
На території району, у балці Казенній, міститься пам'ятка археології: Амвросіївська стоянка, унікальний пам'ятник епохи палеоліту. Подібного поєднання «костище зубрів — стоянка людини» є унікальним.
Амвросіївський район було утворено 7 березня 1923 року у складі Тагарізької округи Донецької губернії. З переходом Таганрізької й Шахтинської округ до Північно-Кавказького краю РРФСР 1925 року Амвросіївський район залишився у складі УСРР.
2014 року район був повністю окупований російськими терористичним військами.

## Адміністративний устрій
Адміністративно-територіально район поділяється на 1 міську раду, 3 селищні ради та 14 сільських рад, які об'єднують 77 населені пункти та підпорядковані Амвросіївській районній раді. Адміністративний центр — місто Амвросіївка.
Станом на 7 квітня 2005 року з облікових даних знято села Греково-Зайцеве, Левшинове та Мар'їнське.
| №             | Рада                   | Центр                | Населені пункти |
| Міська рада   | Міська рада            | Міська рада          | Міська рада |
| ------------- | ---------------------- | -------------------- | --- |
| 1             | Амвросіївська          | Амвросіївка          | Амвросіївка |
| Селищні ради  |                        |                      | |
| 2             | Войковська             | Копані               | Копані, Обрізне |
| 3             | Кутейниківська         | Кутейникове          | Кутейникове |
| 4             | Новоамвросіївська      | Новоамвросіївське    | Новоамвросіївське                                                                                                  |
| Сільські ради |                        |                      | |
| 5             | Артемівська            | Артемівка            | Артемівка, Карпово-Надеждинка, Красний Луч, Кринички, Овочеве, Рубашкине                                           |
| 6             | Білоярівська           | Білоярівка           | Білоярівка, Житенко, Нижньокринське, Сергієве-Кринка                                                               |
| 7             | Благодатнівська        | Благодатне           | Благодатне, Велике Мішкове, Жукова Балка, Калинове, Мала Шишівка, Новоклинівка, Садове, Родники, Свистуни, Сіятель |
| 8             | Василівська            | Василівка            | Василівка, Кошарне, Мокроєланчик, Петропавлівка                                                                    |
| 9             | Єлизавето-Миколаївська | Єлизавето-Миколаївка | Єлизавето-Миколаївка, Трепельне                                                                                    |
| 10            | Зеленівська            | Зелене               | Зелене, Вербівка, Садове, Федорівка                                                                                |
| 11            | Кленівська             | Кленівка             | Кленівка, Дзеркальне, Мережки, Петренки, Побєда, Свободне                                                          |
| 12            | Лисиченська            | Лисиче               | Лисиче, Квашине, Харківське                                                                                        |
| 13            | Металістівська         | Металіст             | Металіст, Бондаревське                                                                                             |
| 14            | Многопільська          | Многопілля           | Многопілля, Агрономічне, Верхньоосикове, Грабське, Григорівка, Кобзарі, Полтавське, Придорожнє, Червоносільське    |
| 15            | Новоіванівська         | Новоіванівка         | Новоіванівка, Киселівка, Верхньоєланчик, Новоєланчик, Ольгинське, Павлівське, Улянівське                           |
| 16            | Олексіївська           | Олексіївське         | Олексіївське, Григорівка, Комишуваха, Вільхівчик, Новоукраїнське, Семенівське                                      |
| 17            | Степано-Кринська       | Степано-Кринка       | Степано-Кринка, Покровка, Русько-Орлівка                                                                           |
| 18            | Успенська              | Успенка              | Успенка, Виселки, Калинове, Катеринівка, Манич, Степне                                                             |

## Політика
25 травня 2014 року відбулися Президентські вибори України. У межах Амвросіївського району було створено 28 виборчих дільниць. Явка на виборах складала — 9,73 % (проголосували 2 633 із 27 061 виборців). Найбільшу кількість голосів отримав Петро Порошенко — 45,04 % (1 186 виборців); Сергій Тігіпко — 14,62 % (385 виборців), Михайло Добкін — 9,76 % (257 виборців), Юлія Тимошенко — 8,74 % (230 виборців). Решта кандидатів набрали меншу кількість голосів. Кількість недійсних або зіпсованих бюлетенів — 6,30 %.

## Населення

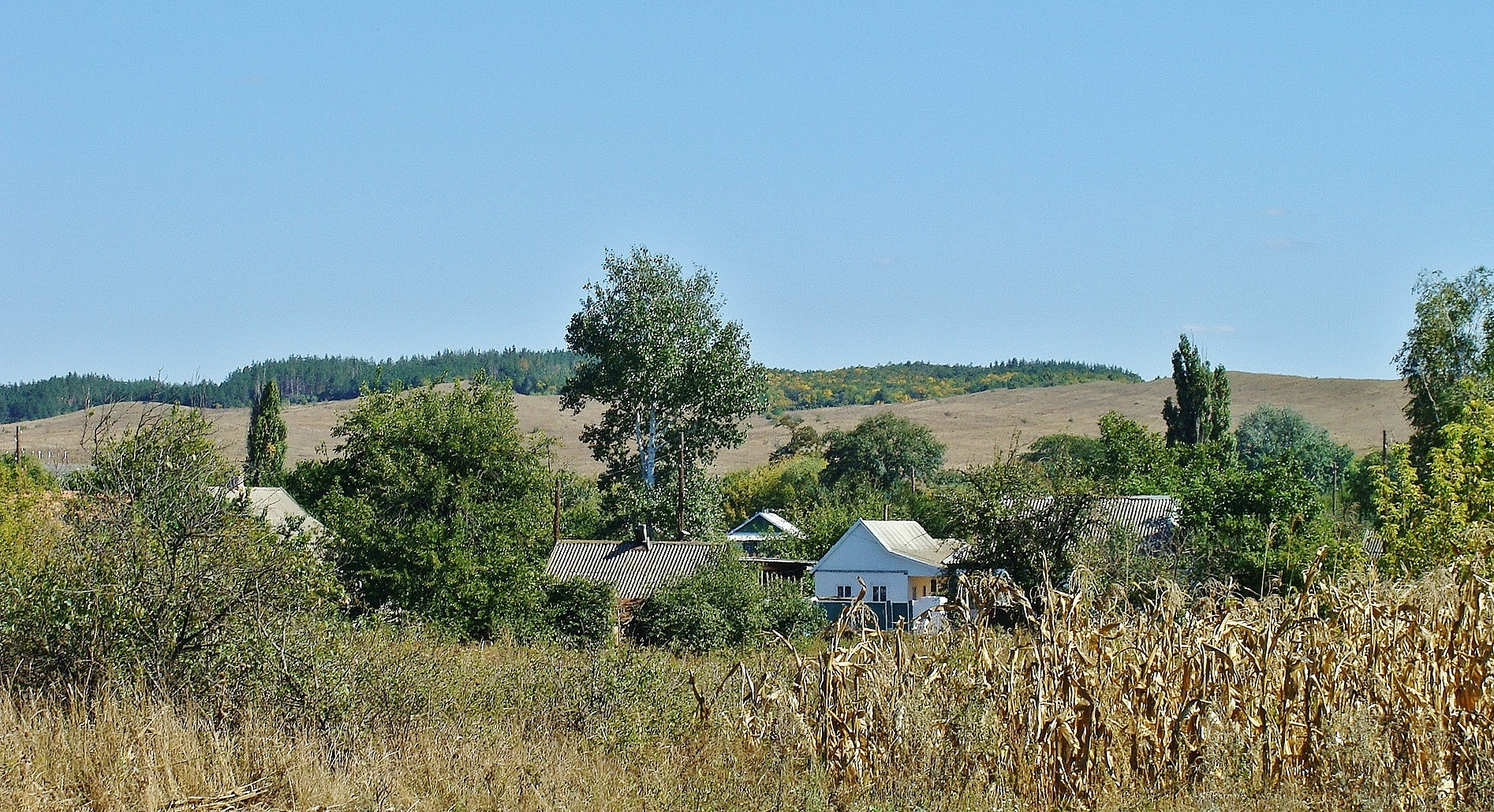
Село Новопетрівське

Населення району становить 45 405 жителів, станом на 1 серпня 2013 року. Станом на 1988 рік, населення району становило 62,5 тис. осіб, з якого міського — 33,8 тис. осіб; станом на грудень 2001 року — 55 тис. осіб.
Розподіл населення за віком та статтю (2001)
| Стать | Всього | До 15 років | 15-24 | 25-44 | 45-64 | 65-85 | Понад 85 |
| --- | ------ | ----------- | ----- | ----- | ----- | ----- | -------- |
| Чоловіки | 25 413 | 4605        | 3700  | 7480  | 6409  | 3093  | 126      |
| Жінки | 29 524 | 4437        | 3474  | 7455  | 7798  | 5866  | 494      |
| \| Статево-вікова піраміда \| Статево-вікова піраміда \| Статево-вікова піраміда \| \| ----------------------- \| ----------------------- \| ----------------------- \| \| Чоловіки \| Вік \| Жінки \| \| 126 \| 85 + \| 494 \| \| 181 \| 80-84 \| 586 \| \| 546 \| 75-79 \| 1475 \| \| 1205 \| 70-74 \| 2100 \| \| 1161 \| 65-69 \| 1705 \| \| 1845 \| 60-64 \| 2698 \| \| 899 \| 55-59 \| 1285 \| \| 1689 \| 50-54 \| 1858 \| \| 1976 \| 45-49 \| 1957 \| \| 2208 \| 40-44 \| 2189 \| \| 1823 \| 35-39 \| 1897 \| \| 1683 \| 30-34 \| 1686 \| \| 1766 \| 25-29 \| 1683 \| \| 1523 \| 20-24 \| 1515 \| \| 2177 \| 15-20 \| 1959 \| \| 2064 \| 10-14 \| 1966 \| \| 1472 \| 5-9 \| 1418 \| \| 1069 \| 0-4 \| 1053 \| |        |             |       |       |       |       |          |
| Статево-вікова піраміда |        |             |       |       |       |       |          |
| Чоловіки | Вік    | Жінки       |       |       |       |       |          |
| 126 | 85 +   | 494         |       |       |       |       |          |
| 181 | 80-84  | 586         |       |       |       |       |          |
| 546 | 75-79  | 1475        |       |       |       |       |          |
| 1205 | 70-74  | 2100        |       |       |       |       |          |
| 1161 | 65-69  | 1705        |       |       |       |       |          |
| 1845 | 60-64  | 2698        |       |       |       |       |          |
| 899 | 55-59  | 1285        |       |       |       |       |          |
| 1689 | 50-54  | 1858        |       |       |       |       |          |
| 1976 | 45-49  | 1957        |       |       |       |       |          |
| 2208 | 40-44  | 2189        |       |       |       |       |          |
| 1823 | 35-39  | 1897        |       |       |       |       |          |
| 1683 | 30-34  | 1686        |       |       |       |       |          |
| 1766 | 25-29  | 1683        |       |       |       |       |          |
| 1523 | 20-24  | 1515        |       |       |       |       |          |
| 2177 | 15-20  | 1959        |       |       |       |       |          |
| 2064 | 10-14  | 1966        |       |       |       |       |          |
| 1472 | 5-9    | 1418        |       |       |       |       |          |
| 1069 | 0-4    | 1053        |       |       |       |       |          |

|          | чисельність | частка, % |
| -------- | ----------- | --------- |
| українці | 39 015      | 71,0      |
| росіяни  | 14 401      | 26,2      |
| білоруси | 334         | 0,6       |
| вірмени  | 261         | 0,5       |
| греки    | 93          | 0,2       |
| інші     | 835         | 1,5       |
| усього   | 54 939      | 54 939    |

|                                 | російська | українська | білоруська | циганська |
| ------------------------------- | --------- | ---------- | ---------- | --------- |
| місто Амвросіївка               | 71,3      | 27,9       | 0,1        | 0,1       |
| смт Копані                      | 65,2      | 34,0       | 0,1        |           |
| смт Кутейникове                 | 88,7      | 10,7       | 0,1        |           |
| смт Новоамвросіївське           | 70,1      | 29,4       | 0,1        |           |
| Артемівська сільрада            | 37,0      | 62,1       | 0,3        |           |
| Білоярівська сільрада           | 39,4      | 59,2       | 0,3        |           |
| Благодатневська сільрада        | 10,4      | 89,2       | 0,0        | 0,0       |
| Василівська сільрада            | 31,8      | 67,0       | 0,2        |           |
| Єлизавето-Миколаївська сільрада | 10,1      | 89,8       | 0,1        |           |
| Зеленівська сільрада            | 81,0      | 18,0       |            |           |
| Кленівська сільрада             | 60,2      | 38,2       | 0,1        |           |
| Лисиченська сільрада            | 83,9      | 15,6       |            |           |
| Металістівська сільрада         | 67,7      | 31,9       | 0,2        |           |
| Многопільська сільрада          | 61,9      | 36,9       | 0,1        |           |
| Новоіванівська сільрада         | 43,2      | 55,7       | 0,1        | 0,2       |
| Олексіївська сільрада           | 24,7      | 75,2       |            |           |
| Степано-Кринська сільрада       | 6,8       | 92,7       | 0,1        |           |
| Успенковська сільрада           | 39,5      | 59,5       | 0,1        | 0,3       |
| Амвросіївський район            | 55,8      | 43,5       | 0,1        | 0,1       |

На території району: 3 селища міського типу — Копані (колишнє Войковський), Кутейникове і Новоамвросіївське; 76 сільських населених пунктів.

### Охорона здоров'я
Функціонує центральна районна лікарня, 25 фельдшерсько-акушерських пунктів, 11 лікарських амбулаторій, 3 станції швидкої допомоги.

### Відомі уродженці

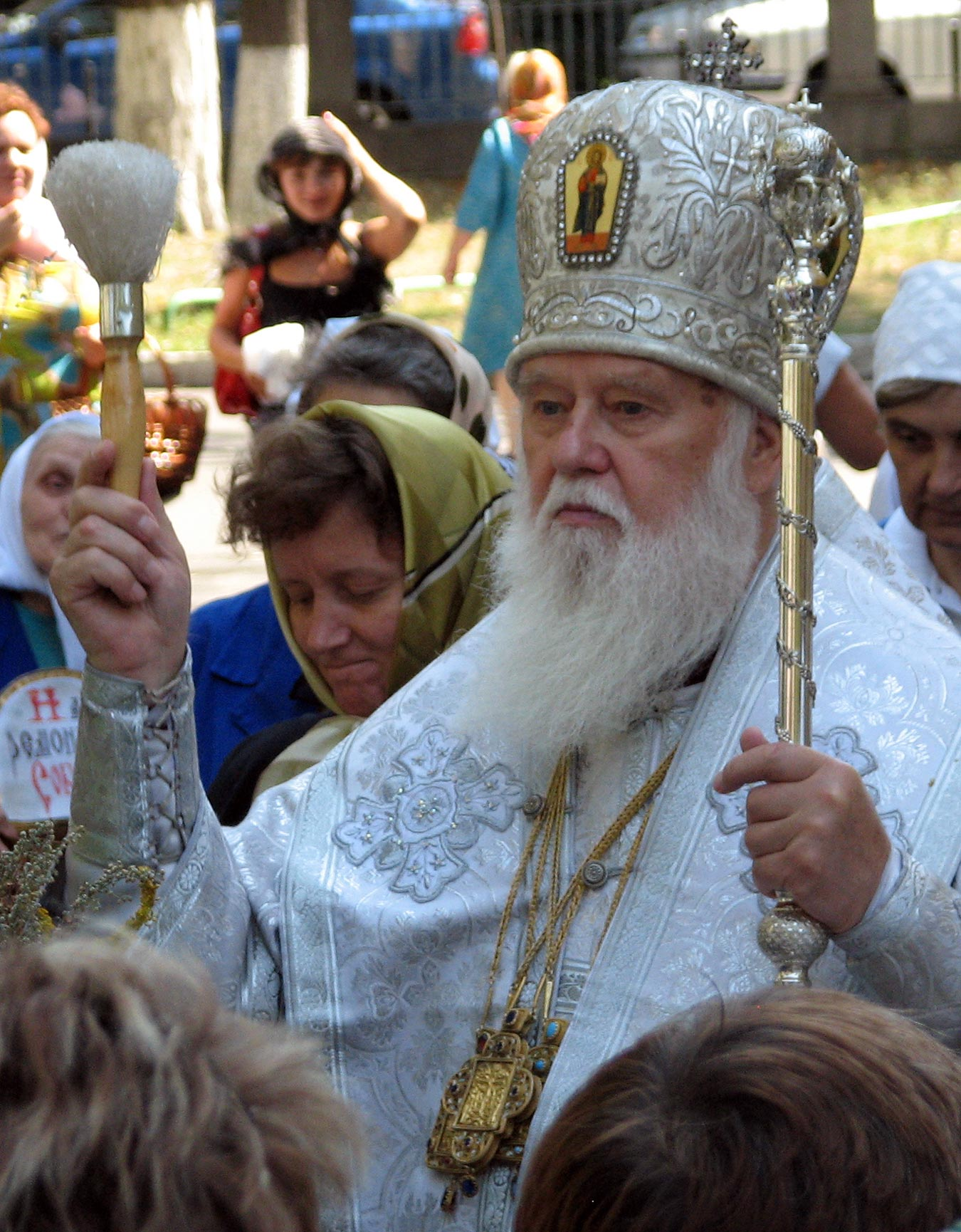
Патріарх Філарет

- Філарет (23 січня 1929, с. Благодатне) — український православний церковний діяч, архієрей, патріарх Української православної церкви Київського патріархату (УПЦ КП), Патріарх Київський і всієї Руси-України[9]

## Економіка

### Промисловість
Промисловий потенціал району представляють:
- 3 підприємства промисловості будівельних матеріалів — Амвросіївська філія ПАТ «Хайдельберг Цемент Україна», ТОВ «Техпром», ТОВ «Промцемент»;
- 4 підприємства харчової та переробної промисловості — ТОВ Фірма «Каскад — Агро», ВАТ «Амвросіївський хлібозавод», ВАТ «Комбікормовий завод», ТОВ «Віко»;
- 3 підприємства житлово-комунального господарства — ВО «Амвросіївська тепломережа», ВУВКГ КП Компанія «Вода Донбасу», Управління газифікації та газопостачання;
- будівельні організації — ВАТ «Люкс-ЛТД», БУ «Механомонтаж-217» ЗАТ «Донбасмеханомонтаж».

Малий бізнес представляють 1,4 тис. суб'єктів підприємницької діяльності.
За радянських часів в господарстві району провідне місце належало промисловості. Основними галузями виступали: виробництво будівельних матеріалів, харчова промисловість. Найбільшими підприємством виступали: один з найбільших і найстаріших в Україні Амвросіївський цементний завод, Амвросіївський завод залізобетонних виробів, Амвросіївський завод сталевого литва, завод будівельних матеріалів, комбікормовий завод, швейний цех Макіївського виробничого об'єднання «Спецодяг», Кутейниківський цегельний завод, Кутейниківський комбінат хлібопродуктів.

### Сільське господарство
Земельні ресурси району
Земельні ресурси району (станом на 1986 рік):
- придатні для сільськогосподарського обробітку землі — 104,9 тис. га (70 %),
  - орні землі — 87,3 тис. га,
  - зрошувальні землі — 9,1 тис. га,
  - багаторічні насадження — ?,
  - землі, що постійно використовуються під пасовища — ?;
- землі, зайняті лісами — 11,3 тис. га (7,5 %);
- інше — 33,75 тис. га (22,5 %)[2].

Агропромисловий комплекс включає 28 сільськогосподарських підприємств, 98 фермерських господарств. За радянських часів спеціалізацією рослинницької галузі сільського господарства району було вирощування зернових (пшениця, кукурудза), технічних (соняшник) та овочевих культур. Тваринницька галузь спеціалізувалась на вирощуванні м'яса і молока (скотарство, свинарство і птахівництво). Було насаджено сади, створено плодово-ягідні питомники. У 1980-х роках на землях району господарювало 12 колгоспів, 11 радгоспів, працювало 2 птахофабрики.
Трудові ресурси району — 27,3 тис. чоловік (58,4 % від загального населення).

## Транспорт

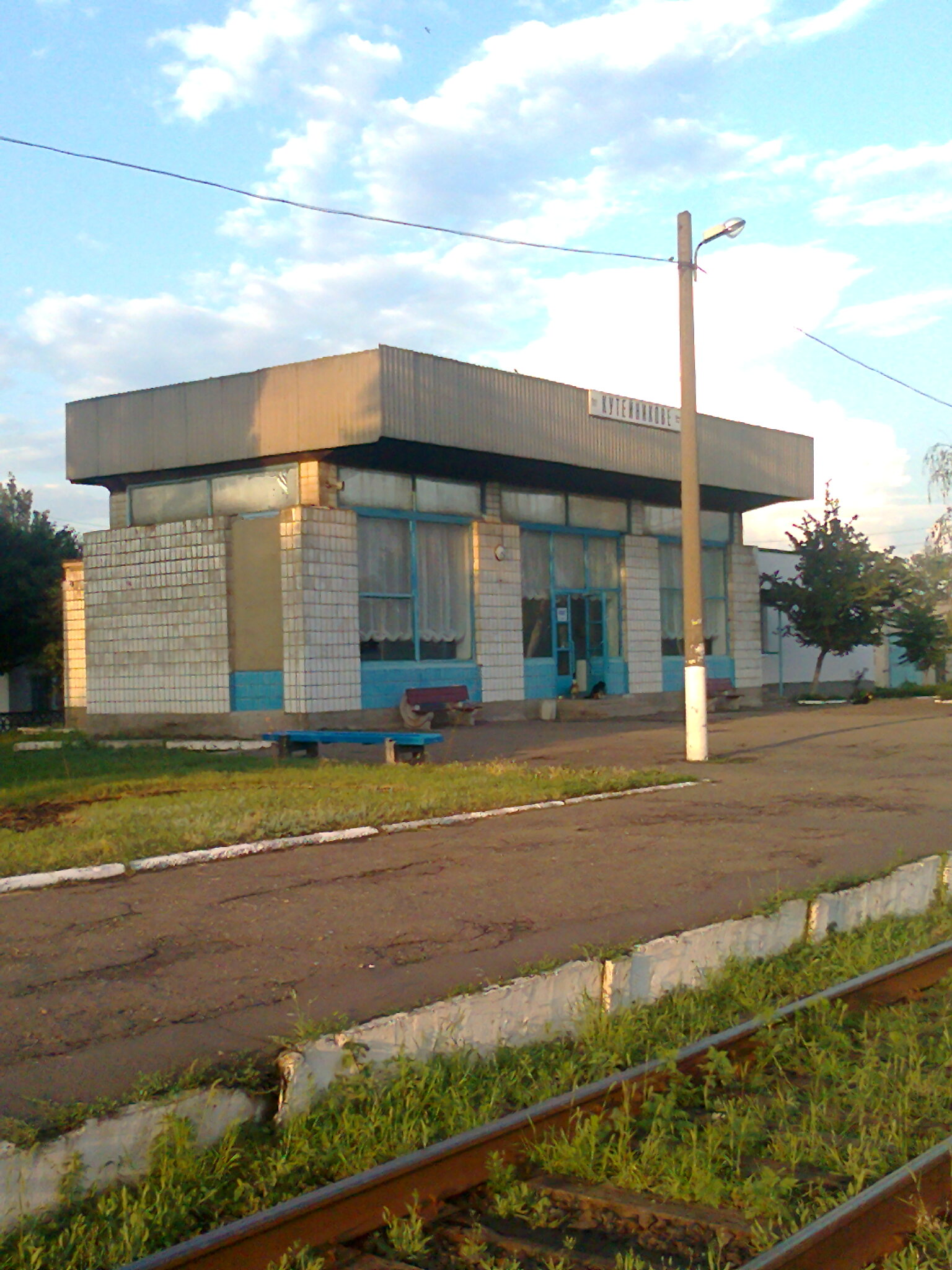
Станція Кутейникове

Райцентр Амвросіївка розташовується за 82 км від обласного центру, міста Донецьк. У районі розміщується головний залізничний вузол регіону — Іловайськ, від якого іде розгалуження на Таганрог, Ларине, Криничну. Також є ділянка Амвросіївка — Каракуба. Залізничні станції: Амвросіївка, Кутейникове, Квашине.
Зупинні пункти: 7 км, 53 км, 1175 км, 1186 км, Агрономічний, Дзеркальний та КМС-191.
Автомобільні шляхи (станом на 1990 рік) — 467 км, з яких із твердим покриттям — 458 км. Територією району проходять такі автошляхи: Т 0507, Т 0509, Т 0517 та Т 0519.

## Культура
У районному центрі створено і функціонує краєзнавчий музей, 2 центри культури і дозвілля (15 будинків культури за часів УРСР), 22 клубні заклади (24 за часів УРСР), 2 школи-мистецтв, 26 бібліотек (39 за часів УРСР). За часів УРСР в районі діяло 2 кінотеатри та 42 кіноустановки. Здійснюють творчу діяльність 3 народних колективи: фольклорний ансамбль «Веретено», ансамбль танцю «Світанок», ансамбль пісні «Чебреці», переможець і дипломант обласних фестивалів-клуб спортивного і бального танцю «Вдохновение».

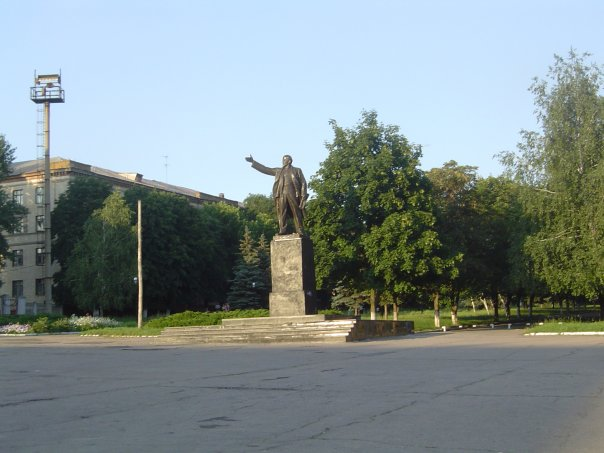
Центральна площа міста Амвросіївка
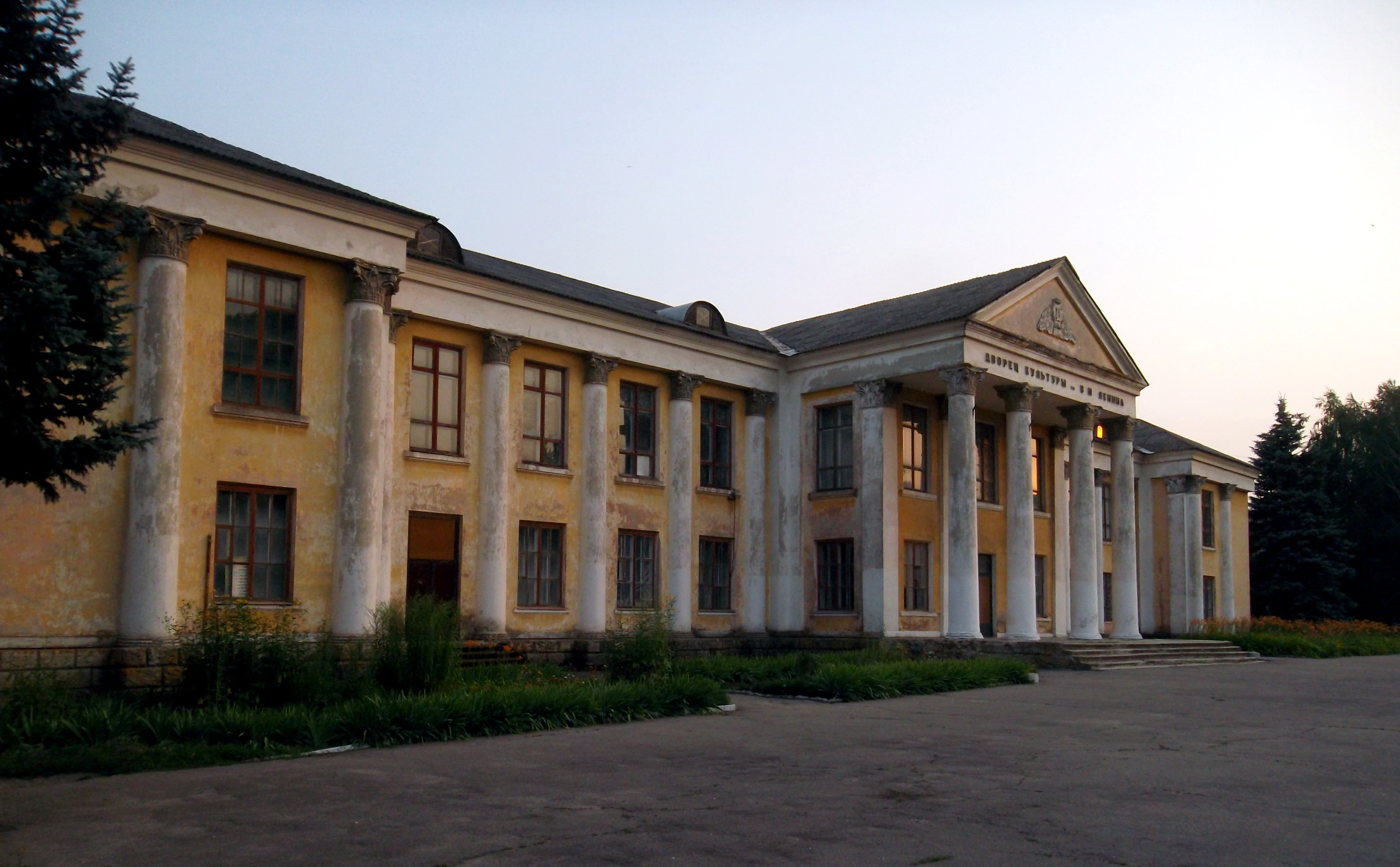
Будинок культури в селищі Металіст
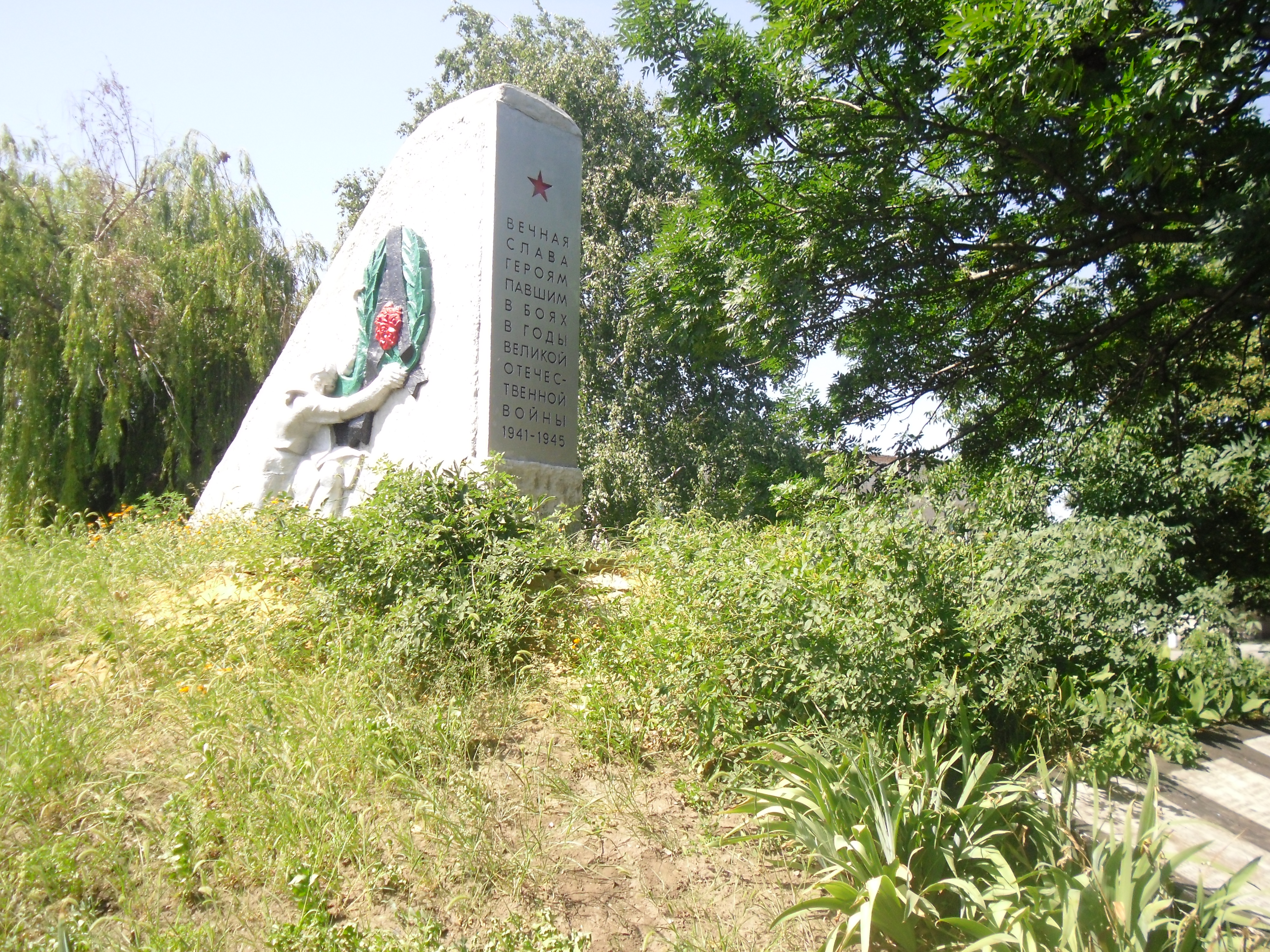
Пам'ятник загиблим односельчанам під час війни в Кутейниковому
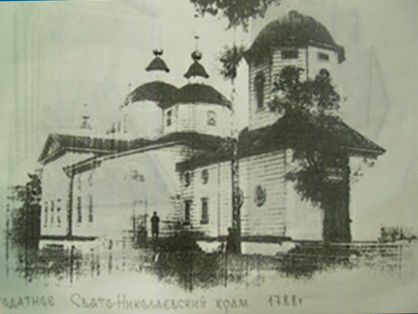
Свято-Миколаївська церква у Благодатному, у якій відвідав першу службу майбутній патріарх Філарет
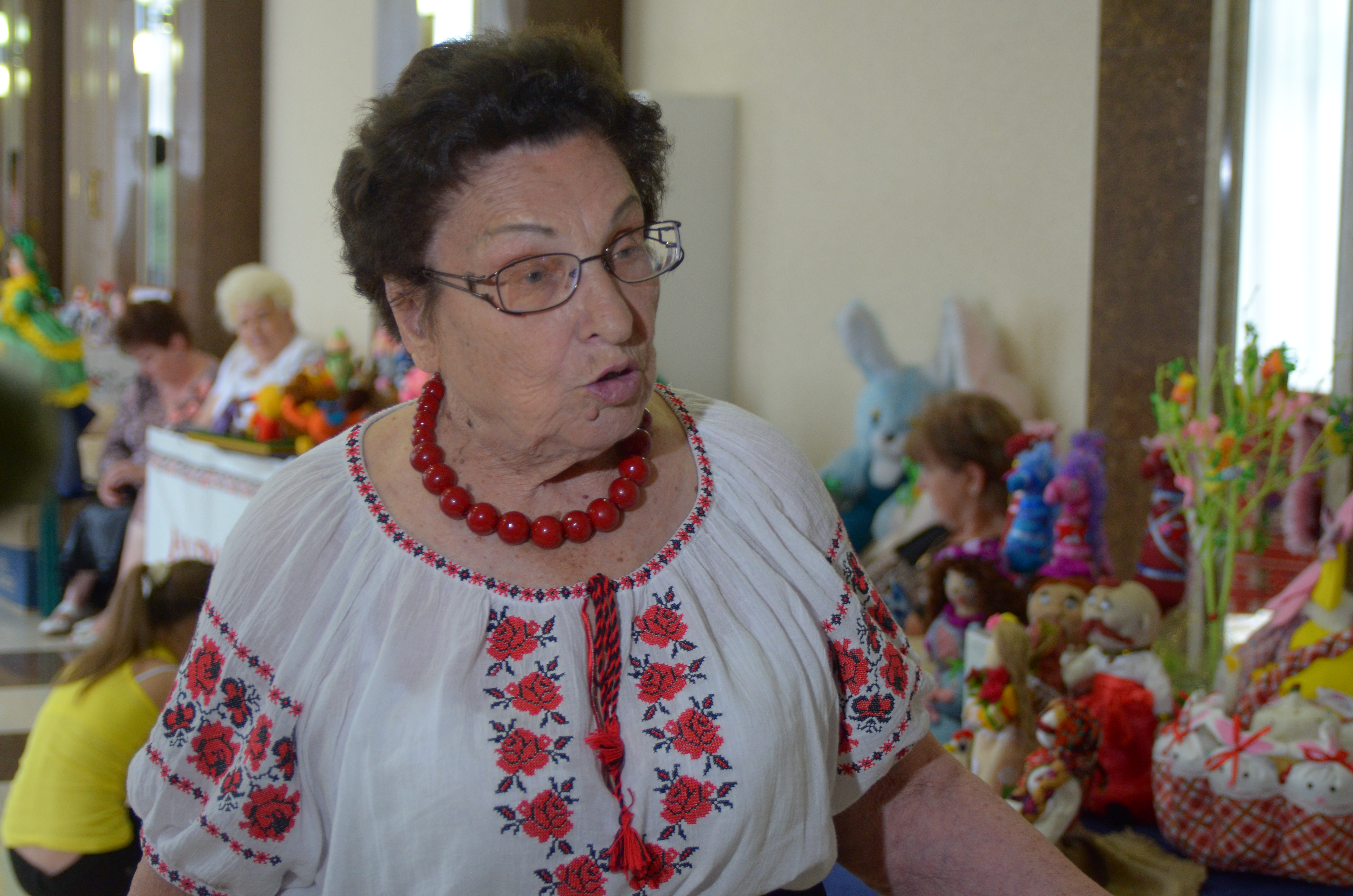
Надія Дорога, фундатор народного музею у Благодатному

Розвинені народні промисли: бісероплетіння, вишивка, художній живопис.

### Освіта
За радянських часів у районі було створено Індустріальний технікум, в якому зараз навчається 421 учень за денною та 22 учні за заочною формами навчання, та 2 професійно-технічних училища.
Функціонує 26 загальноосвітніх шкіл, де навчається 3686 учнів; 27 дошкільних закладів, які відвідують 1051 дитина; 1 професійний ліцей, в якому навчається 495 учнів; будинок дитячої та юнацької творчості, в якому функціонує 7 гуртків, які відвідують 225 дітей.

### Фізична культура та спорт
Функціонує дитячо-юнацька спортивна школа районного відділу освіти на 4 відділення: боксу, волейболу, плавання, футболу. За 45 років існування дитячо-юнацької спортивної школи (РВО) виховано, зокрема:
- з плавання:
  - неодноразового переможця першості СРСР, члена збірної юнацької команди СРСР (1987—1988 р.р.), чемпіона України та СРСР (1986 р.) Михайла Заярського.
  - кандидата в майстри спорту, неодноразового чемпіона України, першості Донецької області на призи газети «Советский спорт», «Веселий дельфін» Олександра Фартукова.
  - рекордсменку та чемпіонку серед ліцеїв, училищ Олімпійського резерву (1999 р.), срібного призера чемпіонату України (2000—2001 р.р.) серед дівчат, неодноразову переможницю першості України, срібного призера спартакіади школярів України (2000 р.), члена збірної України та Олімпійської збірної України Оксану Серікову.
  - майстра спорту з плавання, майстра спорту міжнародного класу з сучасного п'ятиборства Хохлову Ірину.
- з боксу: чемпіона світу та Європи з кікбоксингу Олега Зінов'єва, 4 майстри спорту СРСР, 45 кандидатів у майстри спорту.
- з футзалу: переможців першості Донецької області, чемпіонів України серед молоді, володарів Кубку України.